# Daryll Neita
Daryll Neita (29 de agosto de 1996) é uma velocista britânica, medalhista olímpica.

## Carreira
Daryll Neita competiu na Rio 2016, conquistando a medalha de bronze no revezamento 4x100m. 